# Sebastião Barros
Sebastião Barros est une municipalité brésilienne située dans l'État du Piauí.